# Монталбијано (Тренто)
Монталбијано је насеље у Италији у округу Тренто, региону Трентино-Јужни Тирол.
Према процени из 2011. у насељу је живело 94 становника. Насеље се налази на надморској висини од 1154 м.